# الإجهاض في تركيا
الإجهاض في تركيا أمر قانوني في حالة ما لم يتجاوز حمل المرأة الـ 10 أسابيع؛ ويُمكن تمديد الفترة في حالة ما كان هناك خطر على حياة المرأة أو حياة الجنين.
في تركيا وخلال العشرة أسابيع الأولى من الحمل يكون الإجهاض مسموح به للأسباب التالية:
- الحمل يهدد صحة المرأة العقلية و/أو الصحة البدنية أو يهدد صحة الجنين الجسدية أو العقلية
- إذا حدث الحمل نتيجة لاغتصاب أو هتك للمحارم
- مشاكل اقتصادية أو اجتماعية.

هذا وتجدر الإشارة إلى أن موافقة المرأة (الحامل) مطلوب وبشدة؛ وفي حالة ما كانت قاصرة (تحت سن الثامنة عشر) فهنا يسلتزم موافقة الوالدين أما إذا كانت متزوجة فموافقة الزوج ضرورية ومطلوبة ومن الممنوع _من الناحية القانونية_ إجراء العملية دون علمه. أما إذا كانت الحامل فوق سن الثامنة عشر فهنا لا تحتاج لموافقة أحد _باستثناء الطبيب_ وتستطيع إجراء عملية الإجهاض بكل «سهولة».
على الرغم من أن تركيا تتوفر على نظام تأميم الرعاية الصحية الذي يُساهم نسبيا في تقنين عمليات الإجهاض ومحاربة العمليات العشوائية والغير شرعية فإن «الخدمات والإجراءات الطبية ذات الصلة تقتصر على التوليد وليس الإجهاض» كما أن الدولة تُعاني من عدم وجود أطباء التوليد وخاصة في المناطق الريفية، مما يحد من وصول المرأة إلى خدمات الإجهاض الآمن في الوقت المناسب. وتشكوا من قمن بالإجهاض من قلة المعلومات التي أُعطيت لهم قبل الذهاب لإجراء العملية فـ 8 ٪ فقط من النساء عُدن فورا إلى خصوبتهن الطبيعية بعد العملية ثم 9% أبلغن عن خطر الإصابة بعدوى أما 56% فيعلمون خطورة الإجهاض ومضاعفاته وما قد يُسببه للمرأة على المدى القصير والمتوسط وحتى الطويل. ومع ذلك فتركيا تُعد دولة متوسطة في تقنين عمليات الإجهاض بل قد تُعتبر رائدة مقارنة بدول أخرى من نفس المنطقة (قطر والبحرين على سبيل المثال لا الحصر) وذلك باعتبار أن الدكاترة في تركيا يطلبون من الراغبة في إنزال جنينها شهادة طبية تُؤكد على متى أتتها الدورة الشهرية (72% من النساء يُطلب منهن هذا) كما يُطلب منهن شهادة طبية تُتبث فحص الحوض وما إذا كان سليما من عدمه (81% يُطلب منهن هذا).
أظهرت استطلاعات الرأي عموما أن النساء في تركيا لا زلن يعتقدن أنهن في حاجة إلى مزيد من المعلومات حول هذا الإجراء، وخاصة من تقوم (أو ستقوم) بالعملية لأول مرة. وقد أشارت البيانات إلى أن نصف من قامت بالعملية عانت من آلام بعدها ولم تكن تعرف أن هذا سيحصل أما ما يقرب من النصف الباقي (44% تحديدا) فقد أكدن على معرفة كيف سيتصرفن في حالة ما شعرن بآلام مفاجئة في أي وقت من الأوقات.
يُشار إلى أن عمليات الإجهاض (بصفة عامة مجال الطب) قد عرفت تحسنا كبيرا وملحوظا منذ عام 1983 وذلك بعد سن تشريع يُقنن هذه الممارسة قصد تخفيض معدلات الوفيات بين النساء الحوامل اللائي يقمن بعملية إجهاض غير قانونية وفي ظروف غير مناسبة.

## التاريخ
قبل عام 1983 كان الإجهاض قانونيا في تركيا بغض النظر عن الدافع ورائه وما إذا كانت الحاملة موافقة على هذا أصلا أم لا؛ كما كان يتم في سرية تامة ودون علم الهيئات المخصصة بهذا وعادة ما كان يتم في ظروف سيئة ودون خبرة طبية مما كان يتسبب في وفاة للحامل أو إصابتها بمرض قاتل أو حتى إنهاء خصوبتها مبكرا. أما عام 1983 فقد قررة تركيا تقنين الإجهاض وذلك على غرار تونس حيث أجازته خلال الأشهر الثلاثة الأولى بغض النظر عن ظروف الأم ودافعها، هذا وتجدر الإشارة إلى أنه من بين جميع البلدان في منطقة الشرق الأوسط وشمال أفريقيا تركيا وتونس هما البلدان الوحيدان اللذان يسمحان بتنفيذ عملية الإجهاض تحت أي ظرف من الظروف خلال الثلث الأول من الحمل. أما بقية الدول (من بينها السعودية، مصر، المغرب وغيرها) فقد تسمح بذلك فقط في حالة ما كان يُشكل خطرا على صحة المرأة.
بسبب أن عمليات الإجهاض كانت تتم في سرية وفي ظروف سيئة فالوفيات خلال هذه العمليات كان أحد الأسباب الرئيسية في ارتفاع معدل الوفيات في صفوف النساء في تركيا خلال فترة ما قبل ثمانينيات القرن العشرين، وتُظهر الإحصاءات أن وفيات النساء بسبب الأخطاء عند عمليات الإجهاض بلغ 50% في 1950. أيضا، في عام 1974، كانت هناك «208 وفيات الأمهات لكل 100000 ولادة.»

## احتجاجات
في 2012، خرجت الآلاف من الناس للاحتجاج ضد قانون الإجهاض في تركيا وتحديدا ضد تشريعات رئيس الوزراء رجب طيب أردوغان وقد احتج حوالي 3000 إلى 4000 شخص وخرجوا للتعبير عن آرائهم والتحدث ضد أردوغان.
القرار أثار غضب الكثيرين وطالب البعض بتعديله أو تغييره ككل؛ وقد شملت الاحتجاجات النساء من جميع الأعمار فرفعوا شعارات ورايات من قبيل جسدي، اختياري وأنا امرأة ولست أما، لا تلمس جسدي.

## قضايا جدلية أخرى
بعدما تم تقنين الإجهاض انخفض عدد وفيات الأمهات بسبب الأخطاء الطبية أثناء هذا النوع من العمليات بشكل كبير جدا حيث صارت اليوم أقل من 2% مقابل 50% في 1950، ففي عام 2013 انخفض عدد وفيات الأمهات إلى 20 وفاة لكل 100000 ولادة مقابل 208 في عام 1974. يُشار إلى أن هذه الإحصائيات تشمل عمليات الإجهاض الغير قانونية كما تشمل كل العمليات التي تم إجرائها سواء في مستشفيات حكومية أو خاصة.
في عام 2012 تم اقتراح مشروع قرار يُمَكِّنُ الأطباء من رفض إجراء عمليات الإجهاض إذا كان ضمائرهم تؤنبهم كما يحق لهم اختيار الفترة الملائمة لإجراء العملية وستكون إلزامية للحامل (لا يحب أن تذهب عند طبيب آخر) لكن مشروع القانون لم يمر إلا أن تأثير الفكرة لازم الأطباء ووسائل الإعلام واليوم يرفض مجموعة من الأطباء في تركيا إجراء العمليات بسبب ضميرهم أو دينهم أو لأي سبب آخر.
ليس هذا فقط؛ فهناك بعض المستشفيات التي تفرض بعض القرارات والتي قد لا تتقبلها الحامل مثل ضرورة الاتصال بالوالد وإطلاعه على موعد العملية قبل القيام بها كما أن هناك مستشفيات أخرى لا تسمح للغير متزوجات بإجراء عمليات الإجهاض داخل أسوارها.